# Hl. Cosmas und Damian (Futog)
Die Kirche Hl. Cosmas und Damian (serbisch: Црква Светих Козме и Дамјана, Crkva Svetih Kozme i Damjana) in Futog ist eine Serbisch-orthodoxe Kirche in der nordserbischen Provinz Vojvodina.
Die Kirche wurde ab 1776 in den 1770er Jahren erbaut und eingeweiht. Sie ist zu Ehren der  Heiligen Brüder und Ärzten Cosmas und Damian geweiht. Sie ist das einzige Gotteshaus in der Eparchie, dass den Hl. Cosmas und Damian gewidmet ist.
Die Pfarrkirche ist Sitz der Kirchengemeinde und Pfarrei Futog im Dekanat Novi Sad I der Eparchie Bačka der Serbisch-Orthodoxen Kirche. 
Futog und die Kirche sind 10 km von Novi Sad, der Hauptstadt der serbischen Provinz Vojvodina, entfernt.

## Lage

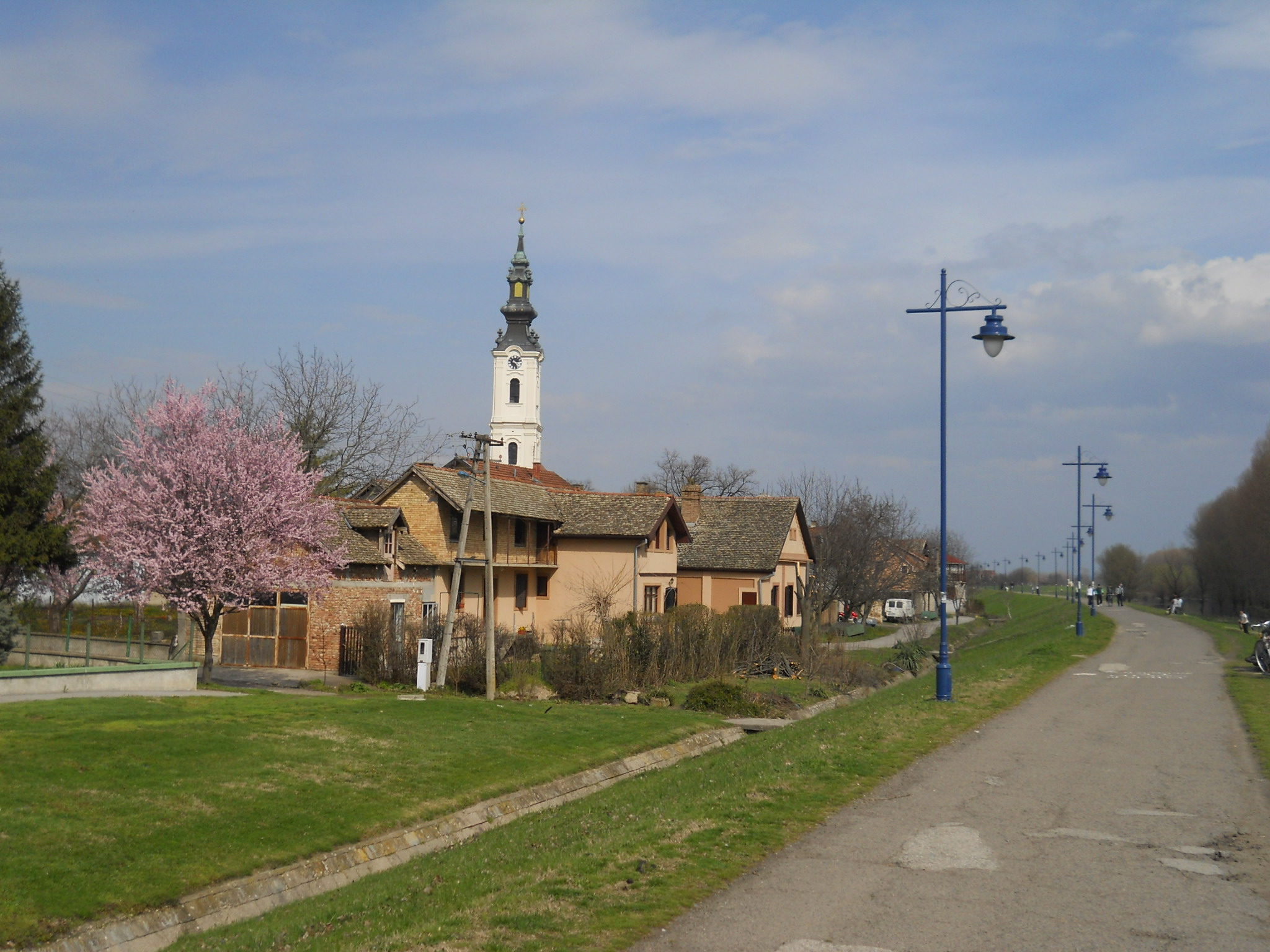
Der Kirchturm der Kirche mit Umgebung

Die Kirche befindet sich im Zentrum der nordserbischen Stadt Futog. Das Gotteshaus steht fast direkt am Ufer der Donau, die Kirche und die im Hintergrund gelegenen Hänge der Fruška Gora sind sehr gut vom Ufer der Donau erkennbar. Nach einer großen Überschwemmung 1965, wovon die Kirche ebenfalls betroffen war, wurde ein kleiner Damm errichtet, der die Kirche vor dem Hochwasser schützt.
Sie steht an der Kreuzung der Straßen Ulica Cara Lazara und der Ulica Svetozara Markovića. Nahe der Kirche ist ein kleiner Wald, der auch von den Bewohnern von Futog als Park genutzt wird. Bei der Kirche befindet sich die Serbisch-orthodoxe Mariä-Entschlafens-Kapelle aus dem Jahr 1935. 
In Futog steht auch die römisch-katholische Herz-Jesu-Kirche.

## Geschichte
Vor der heutigen Kirche standen in Futog mehrere ältere serbisch-orthodoxe Kirchen. Diese wurden erbaut nach dem die Osmanen das Gebiet der Stadt wieder verlassen hatten. 1696 wird eine große Kirche gleichen Patroziniums wie die heutige Kirche erwähnt. Zu dieser Zeit soll der Priester Janko in der Kirche gedient haben. Diese alte Kirche stand am heutigen Anfang der Straße Ulica braće Bošnjak.
In der Stadt Futog wurden dreimal (1690, 1716 und 1846) die Reliquien des Hl. Fürsten Lazar aufbewahrt. 
Laut den Aussagen des Priesters Miloš Bugarin in der Monographie der Kirche, versuchte die serbische Bevölkerung der Stadt seit 1747, bei den österreichisch-ungarischen Behörden die Erlaubnis zu erhalten, das heutige Kirchengebäude erbauen zu dürfen. Nach fast 30 Jahren wurde der Bau durch die Behörden erst genehmigt, als die serbische Bevölkerung das gesamte Geld für den Kirchenbau aufgebracht hatte. 
Die Kirche Hl. Cosmas und Damian wurde in den siebziger Jahren des 18. Jahrhunderts erbaut. Durch einen Eintrag im 1735 in Moskau entstandenen Evangeliumsbuch der Kirche ist belegt, dass am 18. September 1776 der Grundstein für den Kirchenbau gelegt wurde, während auf der anderen Seite ein Eintrag zu finden ist anlässlich der 100-jährigen Jubiläumsfeier des Gotteshauses. Als Erbauer der Kirche gilt die serbische Bevölkerung von Futog, vor allem die reichen Händler und Kaufleute. 
Die Größe, die Schönheit und das luxuriöse Inventar der Serbisch-orthodoxen Kirche von Futog sprechen auf ihre eigene Weise vom ehemaligen Reichtum und Wichtigkeit von Futog für Nordserbien. Aus dieser Zeit stammt der Ausspruch: Als noch Novi Sad in der Nähe von Futog war. Im Kirchhof der Kirche befindet sich ein kleiner Friedhof, wo auch berühmte Bürger von Futog begraben sind. Zu den wichtigsten gehören die Gräber der Frau und Kinder vom serbischen Hajduken Jovan Jovanović Zmaj. Besonders das Grab seiner Tochter Smiljana Jovanović ist gut erhalten. 
2004 wurde die Kirche großflächig renoviert bzw. restauriert. Seit 2012 werden in der Kirche ein Teil der Reliquien der Hll. Cosmas und Damian aufbewahrt, die mit dem Segen der Bischöfe, Irinej und Teodosije, hierher kamen. In der Eparchie Raszien-Prizren im Zočište-Kloster im Kosovo, befindet sich ein weiterer Teil der Reliquien.
Im Gemeindehaus befindet sich eine kleine Mariä-Verkündigungs-Kapelle, diese soll an die alte Mariä-Verkündigungs-Kirche erinnern. Die Mariä-Verkündigungs-Kirche wurde 1781 erbaut und 1947 im sozialistischen Jugoslawien abgerissen. Sie stand nahe des alten Marktes, dem Vašarište. 2013 wurde am ehemaligen Standort der Kirche eine Gedenktafel angebracht.

## Architektur

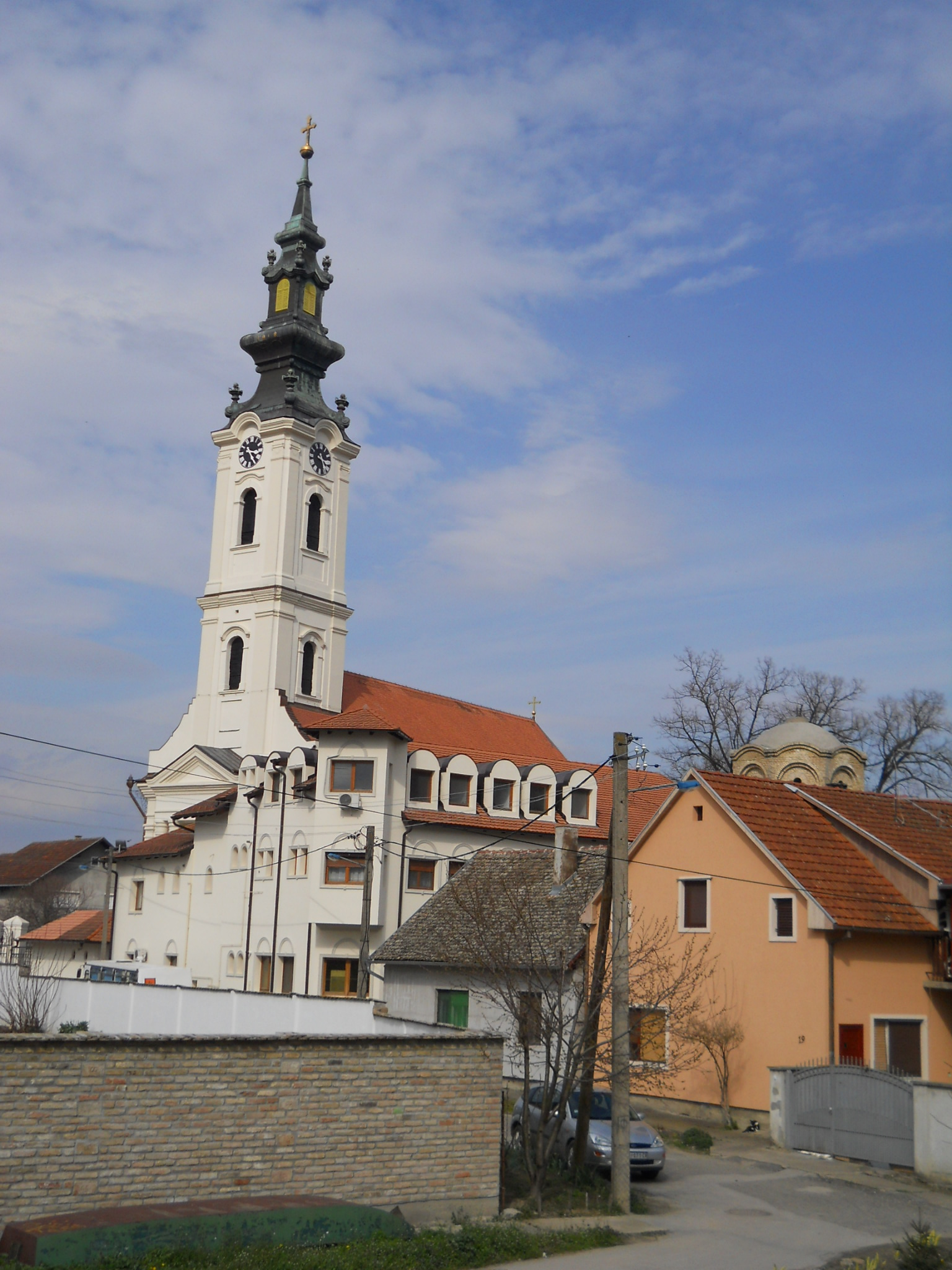
Westansicht der Kirche

Die Kirche hat imposante Ausmaße. Sie ist 37 Meter lang, 13 Meter breit, und der Kirchturm mit seiner mehrgeschossigen Turmhaube erreicht eine Höhe von 60 Metern. Die monumentale Dimensionen und die schlanke Silhouette des Kirchturms dominiert das Stadtbild.
Das Kirchengebäude ist mit einem langgestreckten Kirchenschiff, einer von innen halbkreisförmigen und von außen polygonalen mit sechs Pilastern unterteilten Altar-Apsis in der Breite des Kirchenschiffs im Osten, flachen kaum sichtbaren rechteckigen Chören und einem über der Westfassade hohen barocken Kirchturm konzipiert worden. 
Im westlichen Teil des Kirchenschiffs wird der neue Chor von hohen dünnen eisernen Säulen getragen. Der Innenraum der Kirche ist mit Doppelpilastern und Säulen geschmückt worden und ist in Buchten unterteilt. Das Kirchenschiff besitzt ein halbkreisförmiges Gewölbe, dass von Bögen getragen wird, die auf Pilastern ruhen, die an den Längsseiten des Kirchenschiffs angebracht sind. Auf den Pilastern befinden sich Kapitelle mit charakteristischer plastischer Verzierung in Form von Vorhängen mit Quasten. Die Außenfassade der Chöre ist mit dreieckigen Tympana stilistisch geschmückt. 
Im Jahr 1908 wurden an der West-, Nord- und Südseite der Kirche drei Portiken hinzugefügt. Der Hauptportikus an der Westfassade besitzt vier Säulen, die zwei Nebenportiken jeweils zwei Säulen. 

### Kircheninneres und Ikonostase

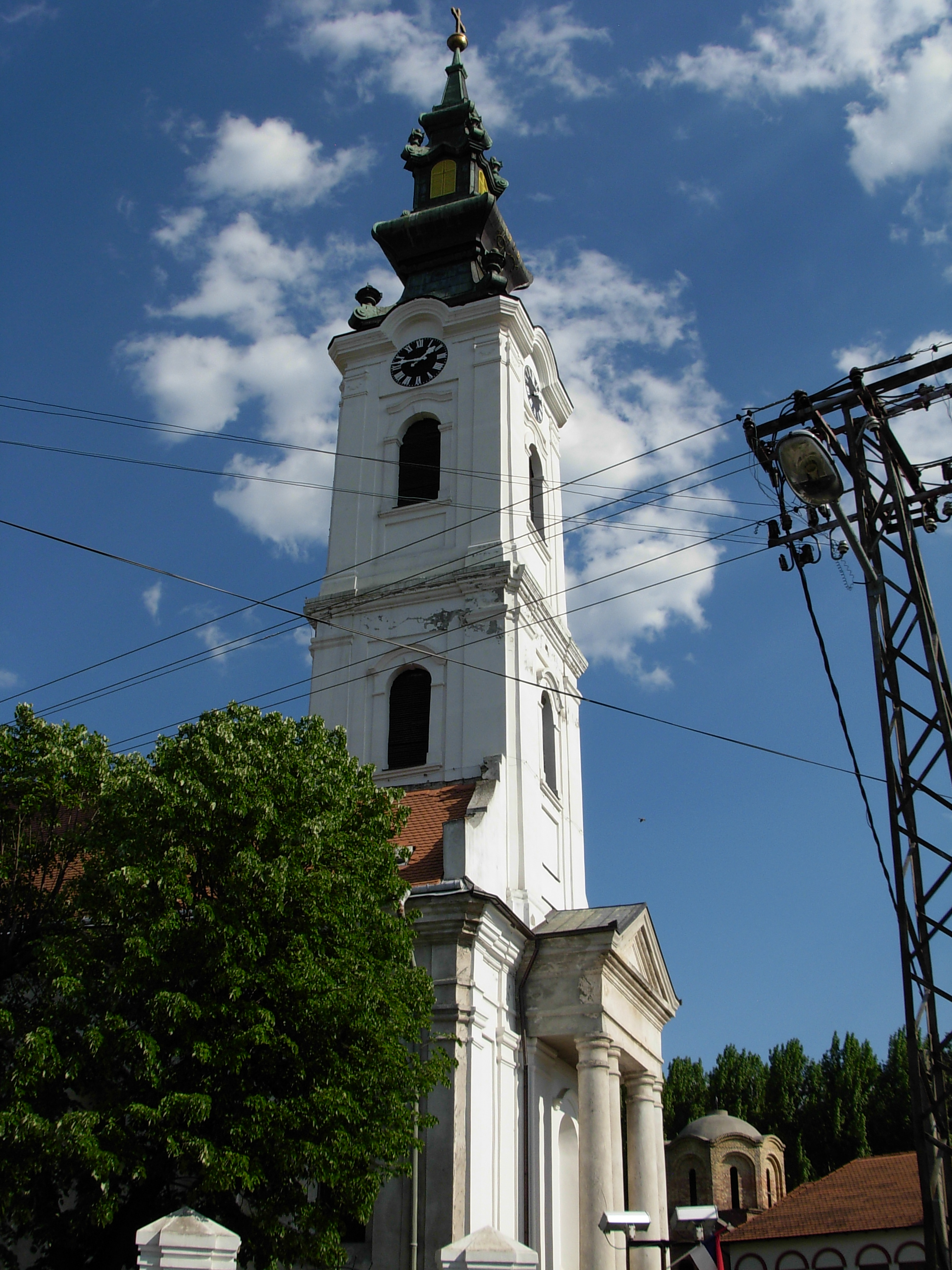
Der barocke Kirchturm der Kirche

Die Kirche besitzt eine äußerst wertvolle Ikonostase mitsamt Ikonen aus den Jahren 1797 bis 1799, die von Arsenije Teodorović, einem großen Maler des Spätbarocks (Rokoko) und Klassizismus, gemalt wurde. In diesem frühen Werk von Teodorović ist der Einfluss spätbarocker eklektischer Ideen spürbar, die durch die Betrachtung der Werke von Teodor Ilić Češljar entstanden sind. 
Die dekorativen Holzschnitzereien auf der Ikonostase wurden vom bekannten Tischler und Holzschnitzmeister Aksentije Marković aus Novi Sad angefertigt. 
Alle barocken Fresken und Wandmalereien, bis auf eine Komposition, sind wahrscheinlich Werke des aus Mazedonien stammenden Malers Janko Halkozović. Dies sei nicht zweifelsfrei geklärt, aber angesichts der großen Ähnlichkeit mit den Fresken der Mariä-Entschlafens-Kirche in Novi Sad, die Janko Halkozović malte und der Tatsache, dass beide Kirchen ungefähr zur gleichen Zeit erbaut wurden, wird dies allgemein angenommen. 
Zu den bekannteren Fresken gehört eine Zusammensetzung von Kompositionen zur Allerheiligen Gottesmutter Maria im Kirchengewölbe, dies soll die schützende Rolle der Allerheiligen Gottesmutter für die Kirche und die Stadt Futog symbolisieren. Im Zusammenhang mit der Symbolik der Ikonen der Ikonostase vor dem Altar wurde ebenfalls das letzte Abendmahl im Altarbereich dargestellt, während im Westen der Kirche eine Wandmalerei des Jüngsten Gerichts als eine Warnung zu tugendhafteren Leben dienen soll.
Auch der Gottesmutter- und Bischofsthron im Kircheninneren und die Chöre sind mit Fresken bemalt.
Mitten in der Revolution von 1848 brannte der untere Teil der Ikonostase ab, weil ungarische Soldaten das gesamte Archiv der Kirchengemeinde herausholten und vor der Ikonostase verbrannten. Das Feuer erfasste die erste Zone der Ikonostase, und später, wurden im Jahr 1858, die Thronikonen und die gesamte untere Zone der Ikonostase vom akademischen Maler Pavle Simić neu gemalt. Zudem ist sehr wahrscheinlich, dass damals mit der Neubeschichtung der Putzschicht der Wandfresken begonnen wurde, um darauf neue Fresken zu malen.
Die alten Fresken blieben bis zu einer Restaurierung im Jahr 1980 verborgen, da die Kirche mehrmals renoviert wurde und diese bei der großen Renovierung des Gotteshauses im Jahre 1908 ein weiteres Mal unfachmännisch überstrichen wurden. Ebenfalls im Jahr 1908 bekam die Kirche 14 Buntglasfenster, davon sieben mit Figuren und sieben mit Ornamenten und Arabesken, die den originalen barocken Charakter der Kirche minderten. Diese Buntglasfenster wurden von Imre Želer aus der ungarischen Hauptstadt Budapest hergestellt.
1908 wurde auch die Chorempore gebaut und die Kirche bekam vier Glocken, von denen die größte 1.557 Kilogramm wog. Der kleinste Kirchenglocke wog 147 Kilogramm. 1916 zur Zeit des Ersten Weltkrieges beschlagnahmten die österreichisch-ungarischen Behörden alle Kirchenglocken bis auf die kleinste und verwendeten diese für Kriegszwecke. Im Jahr 1922, im Königreich Jugoslawien, wurden neue Kirchenglocken bestellt.
Der Kirchenschatz enthält viele wertvolle Kirchengegenstände, von denen der älteste und wertvollste, die Mariä-Entschlafens-Ikone ist, die aus der zweiten Hälfte des 17. Jahrhunderts stammt. Diese Ikone ist im byzantinischen Stil gemalt und auf ihr befindet sich die Unterschrift des Patriarchen Arsenije Čarnojević.
Zu den weiteren Kirchenschätzen gehören ein Antimension aus dem Jahr 1733. Neben dem erwähnten Moskauer Evangelium aus dem Jahr 1735 gehören zum Kirchenschatz zwei weitere Evangelien, eines aus der Mitte und das andere aus dem Ende des 19. Jahrhunderts. Die Kirche beherbergt auch eine bedeutende Ikonensammlung, gemalt von Pavle Simić, die nach dem Abriss der Mariä-Verkündigungs-Kirche hierher gebracht worden sind. 
Aus der Zeit vor 1848 ist nur ein Leuchter aus dem Jahr 1810 erhalten, ein Geschenk von Ana Protin. Eine weitere Sehenswürdigkeit der Kirche ist der Altartisch aus rotem Marmor, der 1789, vom reichen Kaufmann und Gutsbesitzer Joanikije Janković aus Futog, gestiftet wurde.